# 킨사이다
킨사이다는 대한민국의 한국코카콜라에서 1976년에 출시된 청량 음료다. 코카콜라 글로벌상품이 아닌 대한민국 전용으로 나온 상품이다. 2007년 세계최초 사이다에서 제로칼로리를 적용한 《킨사이다제로》를 출시하였으며, 현재 "Dynamic Kin"이란 이름으로 출시되었으며, DK는 Dynamic Kin의 약자일 뿐이지 제품명은 "킨사이다"다. 현재도 일부 소매점에서만 드물게 보인다. 또한 코카콜라의 글로벌 사이다 브랜드인 스프라이트로 덧붙여 사용하여 스프라이트 킨사이다로 사용하게 된다.

## 사건

### 디자인 분쟁
2004년에 캔 디자인을 칠성사이다와 유사하게 제작해 논란이 되어 롯데칠성음료 측에서 디자인 유사 관련으로 서울남부지법에 부정 경쟁 행위 금지 가처분 신청을 했으나 기각이 되면서 관련 소송이 취하되었다.

## 같이 보기
- 한국 코카-콜라
- 코카콜라
- 칠성사이다
- 스프라이트
- 천연사이다
- 암바사